# Ву Мін'ї
Ву Мін'ї (кит. трад. 吳明益, піньїнь: Wu Ming-Yi, акад. У Мін'ї; 20 червня 1971) — тайванський письменник, викладач та активіст із захисту довкілля. Відомий своїми працями «Книга загублених метеликів» (2000) та «Дао метеликів» (2003), дизайнером та ілюстратором яких був він сам. Пише китайською мовою.

## Життєпис
Ву Мін'ї народився у 1971 році у Таоюані. Здобув ступінь бакалавра маркетингу у Католицький університет Фужень та доктора філософії з китайської літератури у Національному центральному університеті. 2000 року почав викладати літературу та курс з написання художніх текстів в Університеті Дун-Хуа.
Його першою книгою стала збірка оповідань «Пан тигр», за яку він у 1997 році здобув літературну премію «United Daily». Три роки потому його «Книга втрачених метеликів» здобула Літературну премію Тайбею та стала однією з десяти книг року за версією видання «Central Daily News». 2003 року його книга «Дао метеликів» здобула нагороду «China Times Open Book» та була визнана мережею магазинів «Kingstone» однією з найвпливовіших книг року.
Його екологічна притча «Людина з фасетковоми очима» (2011) була перекладена англійською та вийшла 29 серпня 2013 року у видавництві «Harvill Secker», а на російську мову роман переклали 2021 року і він вийшов у видавництві «АСТ». У цьому романі розповідається історія молодого хлопця з тихоокеанського острова Вайо-Вайо (дещо схожому на Бора-Бора), який потрапляє на східне узбережжя Тайваню, коли хвилі цунамі прибивають до берега його плаваючий острів, що свого часу утворився з пластикового сміття. Роман назвали «шедевром еколітератури, присвяченим темі апокаліптичного зіткнення тубільського світогляду та модерніті. Засміченість, обмеженість ресурсів та руйнування узбережжя Тайваню стали наслідками недалекоглядного егоїзму, а Ву Мін'ї показав це у площині мистецтва.»
У 2011 році вийшла друком збірка оповідань Ву Мін'ї «Фокусник на естакаді».
У 2015 році світ побачила його наступна книжка — «Хроніки поцуплених роверів», яка присвячена велосипедам на Тайвані під час Другої світової війни. Її переклад на англійську був здійснений в 2017 році, а в березні 2018 року книжка була номінована на Міжнародну Букерівську премію. Номінація стала причиною дипломатичного скандалу, коли після тиску з боку Китайської Народної Республіки організатори премії зазначили походження автора як «Тайвань, Китай». Однак згодом, у квітні 2018 року, організатори заявили, що Ву Мін'ї все таки значиться в списках із припискою «Тайвань».

## Художні твори
- «Сьогодні ми зачинені», 《本日公休》（Chiuko 九歌出版社，1997);
- «Пан Тигр», 《虎爺》（Chiuko 九歌出版社，2003);
- «Траєкторії сну», 《睡眠的航線》（2-fishes 二魚文化，2007);
- «Людина з фасетковими очима», 《複眼人》（Summer Festival 夏日出版社，2011);
- «Фокусник на естакаді», 《天橋上的魔術師》（Summer Festival 夏日出版社，2011);
- «Хроніки поцуплених роверів»[2], 《單車失竊記》(Cite Publishing Ltd. 麥田城邦文化，2015) — українською видано в 2021 році[10]
- «Кентаро Амано», 《天野健太郎》(Bungeishunju Ltd. 文藝春秋，2018);
- «Земля негоди», 《苦雨之地》(Thinkingdom Media Group Ltd. 新經典文化，2019).

## Нагороди
- Prix du livre insulaire (fiction) 2015 року за «Людину з фасетковими очима».[11]
- Літературна премія Тайваню 2015 за «Хроніки поцуплених роверів».[2]